# Wachtang Salia
Wachtang Salia (georgisch ვახტანგ სალია, auch Vakhtang Salia; * 30. August 2007 in Tiflis) ist ein georgischer Fußballspieler. Der Stürmer steht bei FC Dinamo Tiflis in der Erovnuli Liga unter Vertrag und gilt als eines der größten Talente des Landes.

## Karriere

### Verein
Wachtang Salia gab sein Debüt im Profifußball am 24. November 2023 in der Erovnuli Liga bei einem 2:2-Unentschieden bei FC Torpedo Kutaissi. In der folgenden Saison 2024 kam der 16-Jährige bereits regelmäßig in der Startelf zum Einsatz. Sein erstes Tor in der höchsten georgischen Spielklasse erzielte der Spieler am 10. März 2024 gegen Torpedo Kutaissi, zum spielentscheidenden 1:0.

### Nationalmannschaft
Salia debütierte am 25. Oktober 2022 bei einer 1:3-Niederlage gegen Israel für die U-17-Auswahl Georgiens.